# Ambrosius Bogbinder
Ambrosius Bogbinder, död 1536, var en dansk upprorsledare.

## Biografi
Ambrosius Bogbinder valdes 1529 till borgmästare i Köpenhamn. Han gjorde sig känd som en ivrig lutheran och ledde bildstormen 1530. På grund av sympatier för Kristian II, med vilken han legat i brevväxling, blev han 1531 avsatt. 
Efter Fredrik I:s död var han en av ledarna för motståndet mot Kristian III; han blev under grevefejden återinsatt som borgmästare i Köpenhamn. Som sådan ledde han med seg energi 1534-35 stadens försvar mot kungens anhängare. Omedelbart efter att han blev tvungen att kapitulera, begick han självmord.